# Araneus diffinis
Araneus diffinis är en spindelart som beskrevs av Zhu, Tu och Hu 1988. Araneus diffinis ingår i släktet Araneus och familjen hjulspindlar. Inga underarter finns listade i Catalogue of Life.